# Любите Куперов
«Любите Куперов» (англ. Love the Coopers) — американская комедия 2015 года режиссёра и сценариста Джесси Нельсон с Дайан Китон и Джоном Гудманом в главных ролях. Премьера фильма в США состоялась 13 ноября 2015 года, в России — 10 декабря.

## Сюжет
Феерическая рождественская комедия о том, что бывает, когда на праздник собираются представители четырёх поколений одной большой семьи.

## В ролях
- Стив Мартин — рассказчик
- Дайан Китон — Шарлотта Купер
  - Куинн Маккоулган — маленькая Шарлотта (12-14 лет)
  - Фарелиссе Лассор — Шарлотта в 8 лет
- Джон Гудман — Сэм Купер
  - М. Р. Уилсон — маленький Сэм
- Алан Аркин — Баки
- Эд Хелмс — Хэнк
  - Филипп Зак — маленький Хэнк
- Мариса Томей — Эмма
  - Рори Уилсон — маленькая Эмма
- Аманда Сайфред — Руби
  - Софи Гест — маленькая Руби
- Оливия Уайлд — Элеанор
- Джейк Лэси — Джо
- Джун Скуибб — тётя Фиши
- Алекс Борштейн — Энджи
- Энтони Маки — офицер Перси Уильямс
- Алисия Валентайн — Джун
- Блейк Баумгартнер — Медиссон
- Тимоти Шаламе — Чарли
- Максвелл Симкинс — Бо
- Дэн Амбойер — Джейк
- Молли Гордон — Лорен Хессельберг
- Кэди Хаффмен — клерк

## Критика
Фильм получил негативные отзывы кинокритиков. На сайте Rotten Tomatoes фильм имеет рейтинг 18 % на основе 121 рецензий со средним баллом 3,9 из 10. На сайте Metacritic фильм имеет оценку 31 из 100 на основе 26 рецензий критиков, что соответствует статусу «в целом неблагоприятные отзывы». На сайте CinemaScore зрители дали фильму оценку B-, по шкале от A+ до F.